# Бинт

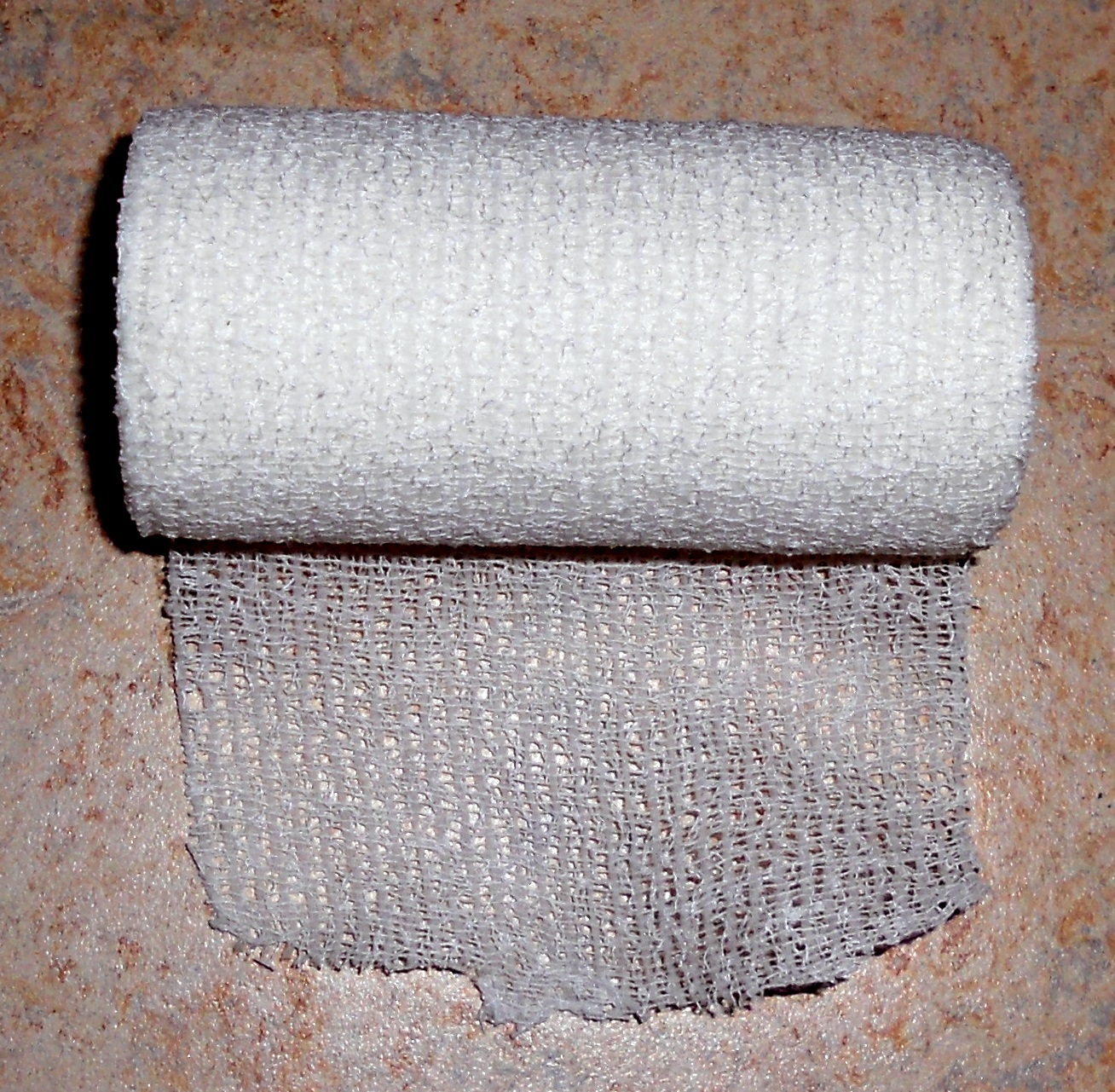
Бинт

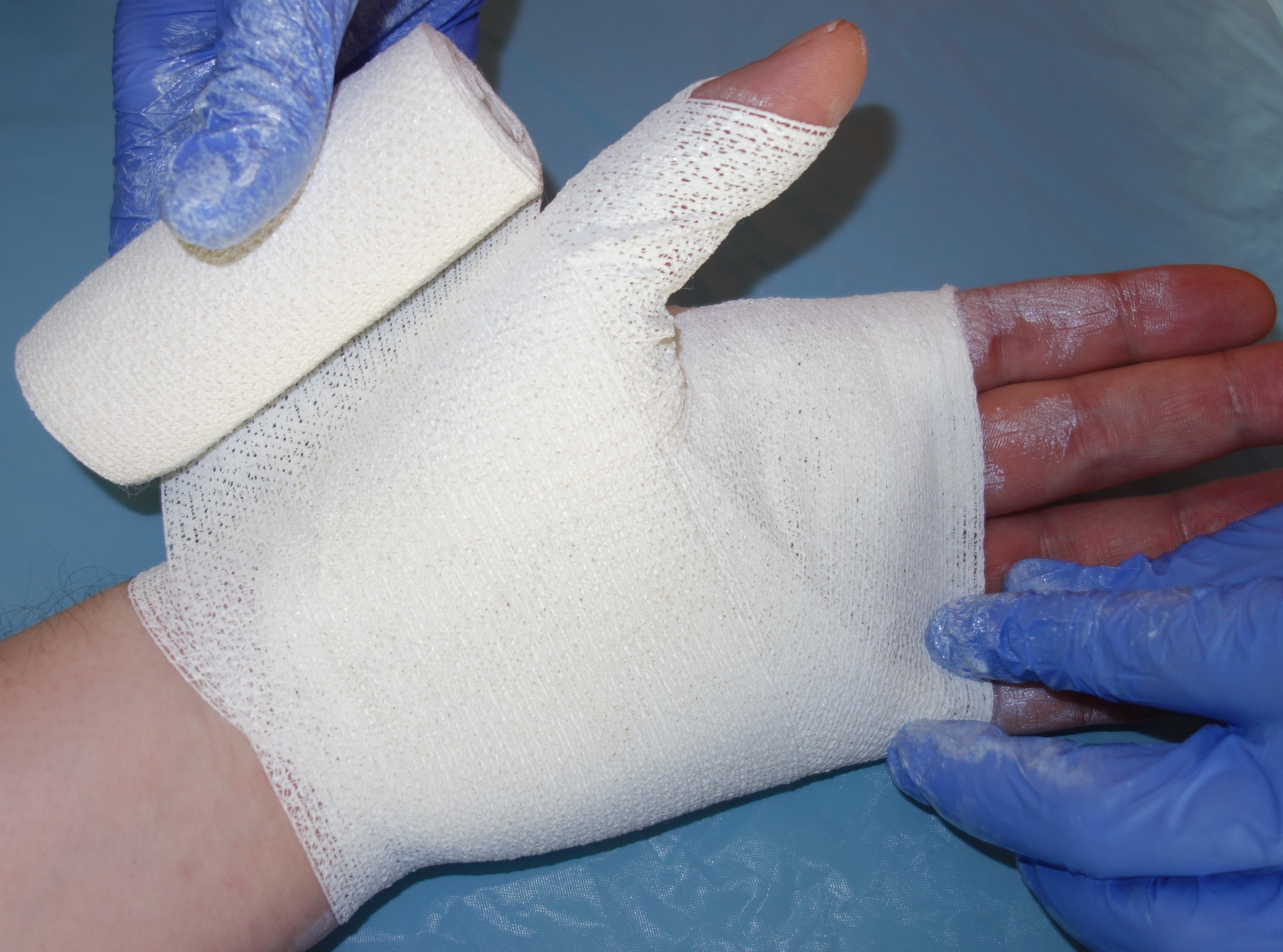

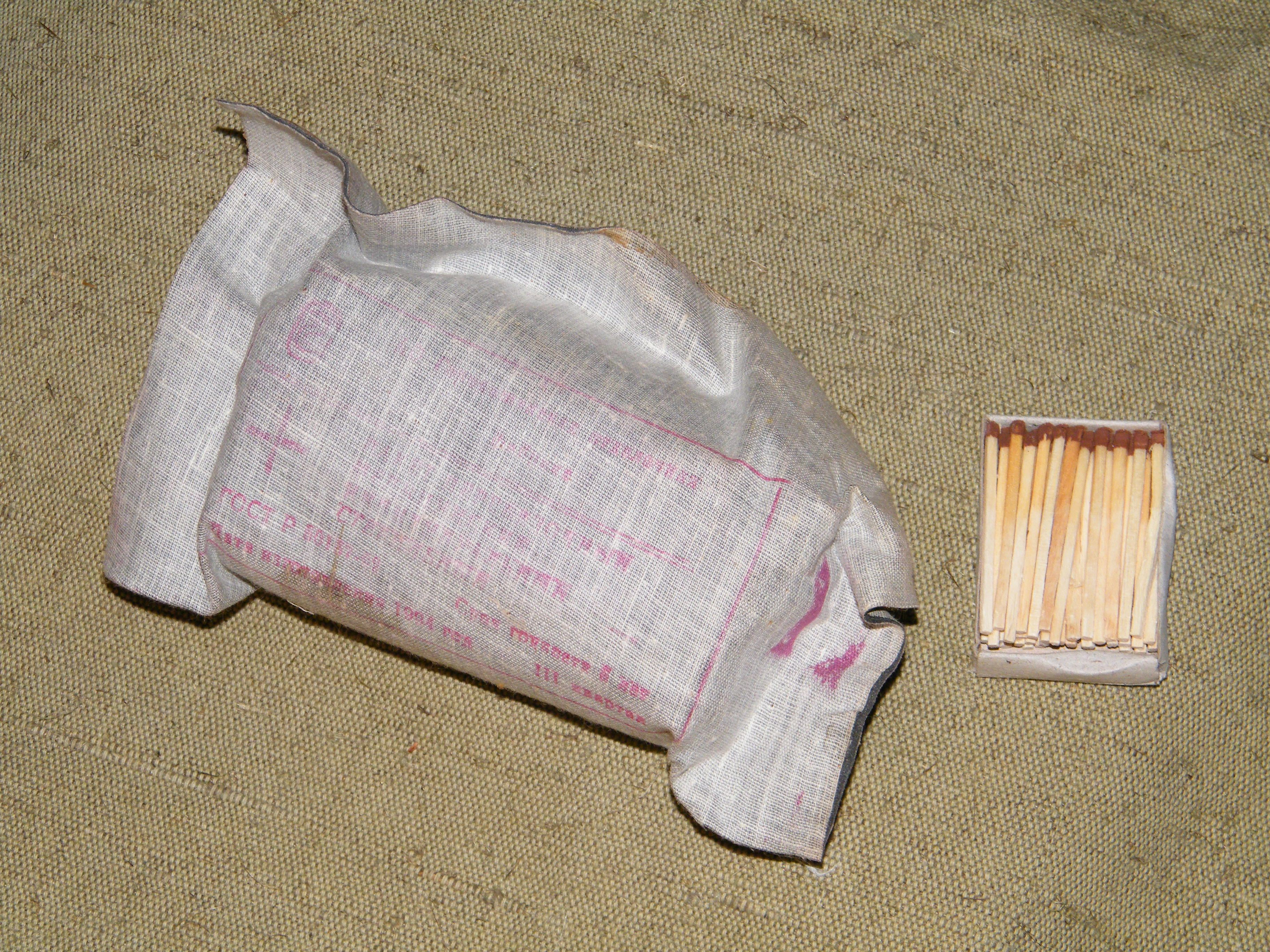
Индивидуальный перевязочный пакет Советской и Российской армии (в упаковке)

Бинт (от нем. Binde — «бинт, повязка», от binden — «перевязывать, связывать», однокоренное — «бант») — полоса ткани (марли, холста, полотна, фланели), используемая для перевязки ран, наложения повязки, переплетения книг.

## Описание
- Цвет: белый.
- Размеры: 5 м × 5 см, 5 м × 6 см, 5 м × 7 см, 5 м × 10 см, 7 м × 5 см, 7 м × 7 см, 7 м × 10 см, 7 м × 14 см, 10 м × 16 см.

## Состав
Состав может изменяться в зависимости от вида медицинского бинта:
- Хлопок
- Латекс

## Структура
Структура медицинского бинта заключается в сложном переплетении хлопчатобумажных нитей, вида — полотняное переплетение нитей. Ткань бинта состоит из двух переплетающихся систем нитей, расположенных взаимно перпендикулярно. Систему нитей, идущих вдоль ткани, называют «основой», а систему нитей, расположенных поперёк ткани, — «утком». Соответствующие нити называют «основными» и «уточными». Переплетение нитей в ткани бинта является одним из основных показателей. Нити основы и утка последовательно переплетаются друг с другом в определённом порядке, в зависимости от минимального числа нитей (раппорта), влияющих на плотность и вид медицинского средства — бинта.

## Классификация
- Бинты марлевые обычные тряпочные
- Бинты марлевые медицинские стерильные
- Бинт медицинский гипсовый с пластификатором ПВА
- Бинт медицинский гипсовый
- Бинты Мартенса ТУ 38.106.209-90
- Бинт медицинский эластичный
- Бинт медицинский эластичный трубчатый
- Бинт медицинский эластичный сетчатый
- Бинты медицинские хлопчатобумажные фиксирующие
- Бинт липкий воздухопроницаемый
- Бинт липкий паропроницаемый
- Бинт трубчатый плотный
- Бинт трубчатый лёгкий (трикотажный)
- Бинт трубчато-сетчатый

## Назначение
Предназначен для профилактики и лечения варикозного расширения вен, вывихов, растяжений, ушибов, отёков, в случае травматических осложнений и хронических тромбофлебитов. Также для переплетения книг, мумий, различных предметов быта.

## Техника наложения

Техника наложения компрессионного бандажа при заболевании вен по Сиггу (по Фишеру-Шнейдеру).
Наложение компрессионной повязки происходит в положении лёжа с поднятой ногой. При правильном наложении кончики пальцев в покое слегка синеют, а при начале движения восстанавливают свой обычный цвет. После наложения бинта рекомендуется тренировочная ходьба в течение 20—30 минут. В случае появлении болевого синдрома необходимо провести коррекцию повязки.
- Бинты низкой растяжимости используют при хронической венозной недостаточности и тромбофлебите поверхностных вен для достижения лечебного эффекта, обеспечивающего высокое рабочее давление при низком давлении покоя.
- Бинты средней растяжимости обеспечивают лёгкое давление и чаще всего используются в лечебно-профилактических целях, в операционный и послеоперационный периоды, а также при лечении хронической венозной недостаточности и тромбофлебите поверхностных вен.
- Бинты высокой растяжимости могут создавать сильное давление. Их используют для профилактики кровотечений и гематом в ближайший послеоперационный период на венозной системе, а также у больных, соблюдающий постельный режим.

Бинты высокой растяжимости целесообразно использовать в ближайшем послеоперационном периоде с целью гемостаза и надёжной фиксации повязки. Для обеспечения оптимального терапевтического компрессионного режима наиболее подходят материалы, обеспечивающие высокое рабочее давление при низком давлении покоя, то есть бинты низкой и средней растяжимости.